# Francis William Newman
Francis William Newman (ur. 27 czerwca 1805 w Londynie, zm. 7 października 1897) – angielski uczony, pisarz i tłumacz, młodszy brat kardynała Johna Henry'ego Newmana.
W swych utworach: The Soul, Her Sorrows and Her Aspirations (1849, IX. wyd. 1882) i Phases of Faith (1849, nowe wyd. 1881) przedstawił swój rozwój religijny od ścisłego kalwinisty do liberalnego wyznawcy deizmu. Zbiór drobnych pism: Miscellanies (1869–1889, 3 tomy).
Przełożył Iliadę Homera.